# Andy Goram
Andrew Lewis Goram (født 13. april 1964 i Bury, Lancashire, England, død 2. juli 2022) var en professionel fodboldspiller som spillede som målmand. Han startede sin karriere i Oldham Athletic og Hibernian, men han huskes bedst for, da han spillede for Rangers i 1990’erne, da han fik tilnavnet "The Goalie". I 2001 blev han kåret som Rangers' bedste målmand nogensinde af Rangers’ fans. Han er desuden medlem af Scottish Football Hall of Fame, som han blev optaget i i 2010.